# Fleroviu
Fleroviul este un element chimic radioactiv cu numărul atomic 114, și având simbolul chimic Fl. În ianuarie 1999, cercetătorii de la Laboratorul Național Lawrence Berkeley, din cadrul Universității California, SUA, și de la Institutul Unificat de Cercetări Nucleare din Dubna, Rusia au anunțat crearea elementului 114. Acesta conține 114 protoni, pare a fi mult mai stabil decât oricare alt atom supergreu și a rezultat prin bombardarea unui izotop de plutoniu îmbogățit cu neutroni, cu un izotop de calciu. Elementul 114 a primit denumirea de fleroviu la data 30 mai 2012, nume acordat în cinstea lui G.N. Flerov (1913 - 1990), fondatorul institutului din Dubna.

Fleroviu

Configurația electronică a atomului de fleroviu

 Se mai numește eka-plumb.